# Isola di Schönau
L'isola di Schönau (in russo: Остров Шёнау, ostrov Šёnau) è un'isola russa nell'Oceano Artico che fa parte dell'arcipelago della Terra di Francesco Giuseppe.

## Geografia
L'isola di Schönau si trova nella parte centro-meridionale della Terra di Francesco Giuseppe; è situata a circa 1 km dalla punta nord-occidentale dell'isola di Koldewey e, come questa, è del tutto libera dal ghiaccio. È uno scoglio dalla forma allungata che non supera i 100 m di lunghezza.
Lo stretto di Lavrov (пролив Лаврова, proliv Lavrova) la separa dalla grande isola di Hall.
L'isola è stata così chiamata in onore della città di Schönau (oggi Teplice in Boemia, Repubblica Ceca, luogo di nascita dell'alpinista ed esploratore Julius von Payer.

## Isole adiacenti
- Isola di Koldewey (Остров Кольдевея, ostrov Kol'deveja), a sud-est.
- Isola di Hall (Остров Галля, ostrova Gallja), a ovest e nord-ovest.